# 가게유시
가게유시(일본어: 勘解由使)는 고대 일본의 율령제(律令制) 아래서의 영외관(令外官)의 하나이다. 헤이안 시대(平安時代) 초기, 지방행정을 감사(監査)하기 위해 설치하였던 것이 그 뒤 감사의 대상이 내관(교토의 각 관직)까지 확대되었다.
가게유시의 관청인 가게유시청(勘解由使庁)은 당시 태정관(太政官) 북서쪽, 중무성(中務省) 남쪽에 위치하였다. 일본식 명칭은 도쿠루요시칸가후루노쓰카사(とくるよしかんがふるのつかさ)이다.

## 개요
율령제에서 고쿠시(国司)의 임기가 만료될 때는 사무 인계가 문제없이 이루어지도록 그 증명으로써 후임 고쿠시로부터 전임 고쿠시가 게유죠(解由状)라는 문서를 교부받게 되어 있었다. 그러던 것이 나라 시대 후기인 8세기 후기에 이르러, 고쿠시의 행정에서 생기는 이득권(예를 들어 여러 구니의 관아마다 비축해 두고 봄에 농민들에게 이자를 받고 빌려주었다가 가을에 돌려받는 구게토의 경우는 받은 이자를 체납된 조세에 충당하거나 관청 경비로 쓰고 남은 것을 고쿠시들끼리 분배하곤 했다)을 놓고 전임과 후임 사이에 이득을 지금이라도 얻으려는 분쟁이 발생하게 되었다. 고쿠시 교체 때의 사무 인계가 원활하게 이루어지지 못하는 사태도 벌여졌다.
8세기 말에 등장한 간무 천황(桓武天皇)은 국왕으로써의 위엄을 일본 국내에 떨치려는 목적으로 당시 이완되어 있었던 지방 행정의 재구축을 도모하였다. 그 결과 지방 행정을 감사하고 감독할 가게유시직이 신설되기에 이른 것이다. 가게유시의 직무는 전임 고쿠시의 게유죠를 검사하는 것이었다. 간무 천황은 이를 통해 지방관 교체 때의 분쟁을 억제하고 고쿠시를 통한 지방 행정의 품질 개선을 꾀했다.
가게유시는 엔랴쿠 16년(797년)에 설치되었다. 다이토(大同) 원년(806년), 가게유시는 일시 폐지되었으나, 대신 도(道) 단위로 지방 행정을 감찰하는 관찰사(観察使)가 설치되었다. 다만 게유시의 심사 실무는 좌우 변관(弁官)이 이어받았다.
그 뒤 차츰 고쿠시 교체 때의 분쟁도 증가 추세를 보였기에, 덴초(天長) 원년(824년)에 가게유시가 다시 설치되었다. 그 뒤 고쿠시 뿐 아니라 교토에서 내관이 교체될 때도 게유죠를 작성하게 되었고, 가게유시가 이를 감독, 감사하게 되었다. 또한 사무 인계가 순조롭지 못하게 끝날 경우 그 이유와 전임, 후임 모두의 주장을 변론한 후요게유죠(不与解由状)를 작성하는 규정이 새로 마련되었다.
이러한 가게유시는 중앙 행정과 지방 행정을 감사하고 감독하는 중요한 직책이엤다. 그 직무에는 후요게유죠를 발행할 때의 분쟁 처리, 관리 교체에 관한 법규집인 《고타이시키》(交替式) 편찬 등도 있었다. 당시, 가게유시의 감사를 간판(勘判)이라고 부르며, 정무에 참고하고자 편찬한 《정사요략》(政事要略)에 감판 기록(가게유시감판초勘解由使勘判抄)가 인용되는 경우도 있었다.
헤이안 중기에서 후기까지 어떤 관직을 특정한 가계가 세습하는 「관직의 가업화」가 진행되면서, 가게유시의 존재 의의는 차츰 줄어갔다는 견해가 일반적이지만, 같은 시기에는 수령이 사실상 지방관으로써 적극적 수탈 활동을 전해하고 있었기에 이러한 그러한 수령을 감독하는 것이 가게유시의 중요한 역할이었고 엄연히 가게유시의 존재의의가 유효한 것이었다고 하는 견해도 있다. 수령의 활약이 두드러지는 헤이안 말기까지도 가게유시는 감사기관으로써의 기능을 유지하며 존속하였다는 것이다.

## 가게유시청 직제
- 장관(정5위하 상당) - 1명　산기(参議), 변관으로 있던 고관이 충당되는 경우도 많았다.
- 차관(종5휘하 상당) 2명
- 판관(종6위하 상당) 3명
- 주전(主典) - 종7위하 상당 3명
- 사생(史生)
- 서생(書生)
- 사장(使掌)
- 사부(使部)